# Scadoxus
Scadoxus es un género  de plantas herbáceas, perenne y bulbosas perteneciente a la familia Amaryllidaceae. Comprende 9 especies, nativas de África y la península arábiga.
Están estrechamente emparentadas con los lirios de sangre (Haemanthus) y se incluyeron en ese género hace tiempo. Sus bulbos son muy parecidos, es decir, grandes y gruesos y prefieren crecer con el ápice justo bajo el suelo. Ambos géneros florecen sin la hoja, pero Scadoxus lo hace en primavera.

## Taxonomía
El género fue descrito por Constantine Samuel Rafinesque y publicado en Flora Telluriana 4: 19. 1836[1838].

## Especies
- Scadoxus cinnabarinus
- Scadoxus cyptanthiflorus
- Scadoxus longifolius
- Scadoxus membranaceus
- Scadoxus multiflorus Raf.
- Scadoxus nutans (Friis & I.Björnstad) Friis & Nordal
- Scadoxus pole-evansii (Oberm.) Friis & Nordal
- Scadoxus pseudocaulus (I.Björnstad & Friis) Friis & Nordal
- Scadoxus puniceus (L.) Friis & Nordal